# 王维唯
王维唯（1985年3月20日—），又名王维维，中国内地女演员。

## 生平
王维唯出生于1985年3月20日，曾就读于上海市第八中学，高中毕业后入读上海戏剧学院导演系，2004年，参演首部电视剧《不可触摸的真情》，2007年，主演电视剧《徽州女人》。2012年，在医疗题材电视剧《心术》中饰演赵文谷一角，凭出色演绎获得了第27届中国电视金鹰奖观众喜爱的女演员奖。

## 影视作品

### 电视剧
| 首播年份 | 剧名               | 角色       | 备注 |
| 2004年   | 《不可触摸的真情》 | 陈菲菲     |      |
| 2007年   | 《徽州女人》       | 秋菊       |      |
| 2007年   | 《纯白之恋》       | 周晓梅     |      |
| 2009年   | 《遥远的羁绊》     | 付春华     |      |
| 2010年   | 《孽债2》          | 路小舟     |      |
| 2011年   | 《婆婆来了》       | 阿彩       |      |
| 2012年   | 《虎符传奇》       | 平原君夫人 |      |
| 2012年   | 《心术》           | 赵文谷     |      |
| 2012年   | 《浮沉》           | 段芹时     |      |
| 2013年   | 《小儿难养》       | 徐昭仪     |      |
| 2013年   | 《宝贝》           | 朱莉娅     |      |
| 2014年   | 《生活永远沸腾》   | 郭清柔     |      |
| 2015年   | 《黎明破晓前》     | 蓝如烟     |      |
| 2015年   | 《老婆大人是80后》 | 吴雨       |      |
| 2016年   | 《小别离》         | 方欢       |      |
| 2016年   | 《老爸当家》       | 权水       |      |
| 2017年   | 《白鹿原》         | 高玉凤     |      |
| 2017年   | 《将军在上》       | 郭皇后     |      |
| 2017年   | 《我的！体育老师》 | 田野       |      |
| 2018年   | 《南方有乔木》     | 南勤       |      |
| 2018年   | 《月嫂先生》       | 阮溪溪     |      |
| 2018年   | 《风再起时》       | 梁悦       |      |
| 2020年   | 《心宅猎人》       | 元淑萱     |      |
| 2021年   | 《你好检察官》     | 俞凯茵     |      |
| 2023年   | 《我们的日子》     | 方慧       |      |
| 2023年   | 《龙城》           | 陈嫣       |      |
| 2024年   | 《七九河开》       | 曼珠       |      |